# Tupuji Imere Football Club
Tupuji Imere Football Club é um clube de futebol vanuatuense sediado no ilhéu Mele, junto da ilha Éfaté. Disputa atualmente a primeira divisão nacional.